# Хачатур Таронаци
Хачатур Таронаци (арм. Խաչատուր Տարոնացի), также Ахарцнеци (арм. Հաղարծնեցի) — армянский поэт, музыкант, церковный деятель XII—XIII веков, один из реформаторов хазовой нотации.
О жизни Хачатура известно очень мало. Родился в области Тарон, в эпоху правления Закарянов переезжает в Восточную Армению. Был видным церковным деятелем Армении, активным борцом за независимость армянской церкви (известен документ от 1178 г. с его подписью). Стал настоятелем Агарцинского монастыря в конце XII века. За время его деятельности, Ахарцин переживает культурный
подъём. Усовершенствовал хазовую нотацию, способствовал распространению хазов в Восточной Армении. Является автором многих шараканов, наилучший из которых — «Тайна глубочайшая» (арм. «Խորհուրդ խորին»). Песня изначально называлась «Шаракан одеяния» (арм. «Զգեստավորման շարական») и была написана по случаю организованной князем Закаре Закаряном литургии под открытым небом, недалеко от Лори. Во время литургии Хачатур лично спел её. Текст написан в стиле акростиха, начальные буквы восьми строф образуют имя автора ('Խ', 'Ա', 'Չ', 'Ա', 'Տ', 'Ո', 'Ւ', 'Ր'). «Тайна глубочайшая» (иногда —  «Великое таинство») стала в XIV веке прологом к армянский литургии. Шараканы Таронеци были переведены на итальянский язык и изданы в 1826 году в Венеции. Умер примерно в 1230 году.